# Billie Burke
Billie Burke (født Mary William Ethelbert Appleton; 7. august 1884, død 14. maj 1970) var en amerikansk teater- og filmskuespiller.
Billie Burkes far var syngende klovn på det berømte cirkus Barnum and Bailey.
Hun lavede scenedebut i 1903 i London og kom til Broadway i 1907, hvor hun blev enormt populær. Blandt sine beundrere var Mark Twain, Enrico Caruso og W. Somerset Maugham.
I 1914 giftede hun sig med den berømte teaterproducent Florenz Ziegfeld; De var gift indtil hans død i 1932. De boede på en ejendom på Hudson River, omgivet af en menagerie, der omfattede to bjørne, to løver, 15 hunde og en hjordbesætning.
I 1915 modtog Burke et tilbud på $ 300.000 for at deltage i stumfilmen Peggy. Hun medvirkede derefter i snesevis af stumfilm, men vendte tilbage til Broadway. Efter Wall Street-krakket i 1929, da hendes mand blev ruineret, vendte hun tilbage til Hollywood for at hjælpe sin mand økonomisk. Hun blev derefter populær i roller som nervøs, jomfruelig kvinde. Hun havde ofte Roland Young som en medspiller i film.
Myrna Loy spillede rollen som Billie Burke i filmen Revykongen Ziegfeld (1936).
Burke har en stjerne for film på Hollywood Walk of Fame på 6617 Hollywood Blvd.